# Gymnothorax hubbsi
Gymnothorax hubbsi is een straalvinnige vissensoort uit de familie van murenen (Muraenidae). De wetenschappelijke naam van de soort is voor het eerst geldig gepubliceerd in 1977 door Böhlke & Böhlke.